# Retificação de um arco de circunferência

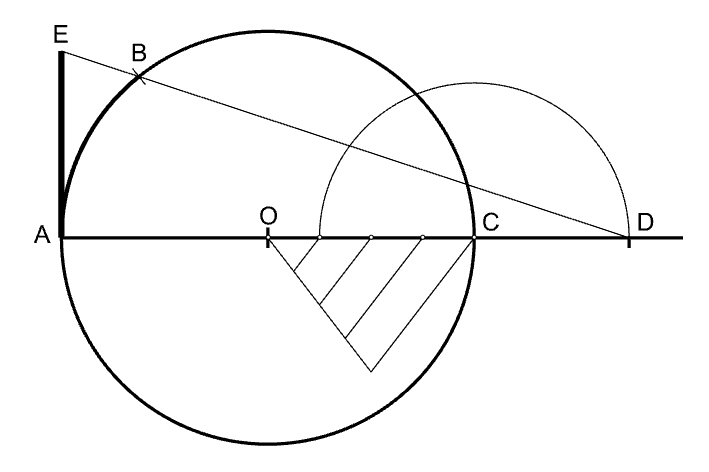
Retificação de um arco de circunferência menor do que 90º

A retificação de um arco de circunferência é uma das construções do desenho geométrico.

## Arcos menores ou iguais a 90º
Nesta construção, adotam-se os seguintes procedimentos, para a retificação do arco AB:
- Divida o raio CO, da circunferência, em quatro partes iguais;
- Transporte três dessas partes para fora do diâmetro (CD);
- Trace uma perpendicular pela extremidade A;
- O encontro da semirreta DB com a perpendicular determina o ponto E;
- AE é o arco retificado.[2]

Na figura, o ângulo AOB é de 51,3º. Caso o comprimento do arco seja de 17,921 milímetros, o arco retificado medirá 18,086 milímetros, o que acumularia um erro gráfico, por excesso, de 0,885mm.[nota 1]